# London Welsh Rugby Football Club
Maillots
Le  London Welsh Rugby Football Club (en gallois : Clwb Rygbi Cymry Llundain) est un club de rugby à XV professionnel anglais fondé en 1885 et basé à Richmond upon Thames, dans la banlieue de Londres.

## Historique
Le club est fondé en 1885 à l’initiative de rugbymen gallois exilés à Londres pour leur travail ou leurs études sur le modèle des London Scottish club créé en 1876. Logiquement, le nouveau club adopte les couleurs de l’équipe nationale galloise, maillot rouge et culotte blanche.
Depuis sa création, 177 joueurs ont porté le maillot de l'Équipe de Galles et 43 celui des Lions britanniques. Jusqu'aux années 80, les London Welsh furent l'un des clubs les plus prestigieux des Iles Britanniques, il y avait sept de ses joueurs dans le groupe des Lions partis pour la tournée en Nouvelle-Zélande de 1971, dont le capitaine John Dawes et le fameux arrière JPR Williams. L'événement le plus marquant du club au niveau du palmarès fut  une finale perdue en Coupe d'Angleterre contre Bath en 1985. 
Mais les London Welsh loupent le train du championnat d'élite anglais, Aviva Premiership, et de l’avènement du professionnalisme. Ils n'étaient plus en mesure d'attirer les meilleurs joueurs gallois comme par le passé. L’équipe première se retrouve reléguée dans les divisions inférieures avant de remonter la pente et retrouver le statut professionnel en 2008. En 2012, entraînés par Lyn Jones, les London Welsh reviennent dans l'élite en battant les Cornish Pirates en finale de deuxième division  et déménagent à Oxford pour rejoindre le Kassam Stadium, pour avoir un stade aux normes de l'élite. Mais le club ne passe qu'un an en Premiership. Même si ses résultats ne sont pas catastrophiques (cinq victoires),  il écope d'une sanction de cinq points de pénalité pour avoir fait jouer un joueur non qualifié. Ce coup du sort le ramène à la dernière place et le condamne retrouver la deuxième division un an après l'avoir quittée. Cependant, en 2014 sous l'autorité de Justin Burnell le club est à nouveau promu en Aviva Premiership aux dépens de Bristol. Malgré l'arrivée  du All Black aux 71 sélections Piri Weepu et de l'ancien 'international anglais Olly Barkley, cette nouvelle saison dans l'Elite tourne au désastre. Le club ne parvient à gagner aucun match que ce soit en championnat, en coupe ou en coupe d'Europe. Justin Burnell est remercié, remplacé par Rowland Phillips.  Le club est donc à nouveau relégué. Il quitte alors Oxford et le Kassam Stadium pour revenir dans son stade de toujours le Old Deer Park, non loin de Twickenham. Le club continue donc en deuxième division.
Durant la saison 2016-2017, le club annonce qu'il dépose le bilan en décembre 2016. Il ne peut plus faire face aux obligations du professionnalisme et la RFU l'exclut du championnat,. La structure professionnelle du club est alors dissoute au mois de janvier 2017 ; seul le club amateur subsiste alors.

## Palmarès
- Coupe d'Angleterre :
  - Finaliste (1) : 1985.
- Championnat du pays de Galles : 
  - Champion (non officiel) (1) : 1972.
- RFU Championship (2) : 2012 et 2014.

| Date de la finale | Vainqueur  | Score   | Finaliste    |
| ----------------- | ---------- | ------- | ------------ |
| 1985              | Bath Rugby | 24 – 15 | London Welsh |

## Joueurs célèbres

### Lions britanniques
Les joueurs suivants ont été sélectionnés pour les Lions britanniques alors qu’ils jouaient pour les London Welsh. (À côté du nom, la date de la tournée)
| - Rob Ackerman 1983 - Gerald Davies 1971 - Mervyn Davies 1971 - John Dawes 1971 - Geoff Evans 1971 - Vivian Jenkins 1938 - Tommy Jones-Davies 1930 - Alun Lewis 1977 | - Douglas Marsden-Jones 1924 - Teddy Morgan 1904 - Billy Raybould 1968 - Clive Rees 1974 - Mike Roberts 1971 - John Taylor 1968, 1971 - JPR Williams 1971, 1974 - Jack Williams 1908 |

### Internationaux gallois
| - Colin Charvis (sélectionné pour les Lions en 2001 sous le maillot de Swansea) - Barry Davies - Rhys Gabe (sélectionné pour les Lions en 1904 sous le maillot de Cardiff) - Arthur Gould - Bob Gould - Gavin Henson (sélectionné pour les Lions en 2005 sous le maillot des Ospreys) - Keith Jarrett (sélectionné pour les Lions en 1969 sous le maillot de Newport mais n’a pas disputé le moindre test) - Martyn Jordan | - Arthur Lewis (sélectionné pour les Lions en 1971 sous le maillot d'Ebbw Vale) - Bryn Meredith (sélectionné pour les Lions en 1965 et 1971 sous le maillot de Newport) - Sonny Parker - Tom Shanklin (sélectionné pour la tournée des Lions en Afrique du Sud de 2009, il a dû renoncer en raison d’une blessure à l’épaule) - Haydn Tanner (sélectionné pour les Lions en 1938 sous le maillot de Swansea) - Watcyn Thomas - Jeff Young |

### Autres internationaux
| - Joe Ajuwa - Paulica Ion - James Johnston - Sunia Koto - Gavin Henson - Kirill Koulemine - Wame Lewaravu - Tom Shanklin | - Phil MacKenzie - Franck Montanella - Gordon Ross - Barry Davies - Sonny Parker - Hudson Tonga'uiha - Martin Purdy - Tom Voyce | - Epi Taione - Birdie Partridge - Colin Charvis - Dan Caprice - Alfie To'oala - Gonzalo Tiesi - Pablo Henn |